# Diana Wallis
Diana Wallis (Hichin, Hertforshire, 28 de junio de 1954) es una abogada y político británica. Fue vicepresidenta del Parlamento Europeo (2007-2012), y es Presidenta del Instituto Europeo de Derecho (desde 2013).

## Vida
Tras realizar los estudios de licenciatura en Derecho en la North London Polytechnic, se graduó como Bachelor of Arts en 1975. Realizó el Master of Arts en la Universidad de Kent, en 1976. Entre 1984 y 1999 ejerció como abogada en Londres y Hull, en una pequeña firma con muchos clientes alemanes, belgas y suizos, especializándose en litigios transfronterizos.
En 1995 decide meterse en política, aceptando su nombramiento como miembro del Consejo del Condado de Humberside y Eats Riding. Ese mismo año ocupa la vicepresidencia del partido liberal demócrata en el consejo de Yorkshire del Este (1995-1999).
Desde 1999 representó al Partido Liberal Demócrata en el Parlamento Europeo, donde fue vicepresidenta entre 2007 y 2012. Durante su etapa como vicepresidenta, se puso en marcha un registro de transparencia para los lobbies (grupos con intereses representativos), un Código de Conducta para los miembros del Parlamento Europeo, que continúa en vigor, y se estableció una regulación única de diversas disposiciones de procedimiento ya existentes, relacionadas con los seguros, para que si una persona sufría un accidente en un país distinto al suyo, pudiera reclamar en el país de origen. Esta medida, refrendada por el Tribunal de Justicia de la Unión Europea, fue la mayor obligación no contractual dictada que afecta a la movilidad de los ciudadanos europeos. 
En 2012 fue Candidata a la Presidencia del Parlamento Europeo. Anteriormente había sido vicepresidenta Primera de la Delegación de la Unión Europea para las Relaciones con Suiza, Islandia y Noruega (1999-2004); Presidenta de la Delegación de los demócratas liberales (2000-2004); Coordinadora ALDE / ADLE en el Comité de Asuntos Legales (desde 2004), y Presidenta del Instituto de Traducción e Interpretación (desde 2001). 
El 19 de enero de 2012, cuando había llegado al ecuador de su mandato, Wallis anunció su renuncia, que se hizo efectiva días después, el 31 de enero de 2012. Wallis debía ser sucedida por su marido Stewart Arnold, que había sido segundo en la lista de los candidatos del partido liberal para ocupar el asiento en las elecciones celebradas en 2009, pero él declinó el puesto, tras haber sido criticado y recibir varias quejas acusándolo de nepotismo. En su lugar fue nombrada Rebecca Taylor, que era la tercera en la lista.
Desde 2013 ocupa la presidencia del Instituto Europeo de Derecho, una entidad sin ánimo de lucro, que pretende mejorar la legislación europea y reforzar la integración jurídica europea a través de la formación. Su principal objetivo es llegar al Parlamento Europeo, a la comiunidad jurídica y a los ciudadanos.

## Academias y Asociaciones a las que pertenece
- Miembro del equipo de dirección del Instituto Internacional de Mediación y mediadora del Centre of Effectivew Dispute Resolution (CEDR)
- Miembro del Comité ejecutivo del Institute for European Traffic Law
- Miembro fundador del Instituto Europeo de Iniciativas y Referendums
- Miembro observador del UK Law Society's EU Committee
- Presidenta del Instituto Europeo de Derecho.